# José Pires da Luz
José Pires da Luz foi um político brasileiro do estado de Minas Gerais. Atuou como deputado estadual em Minas Gerais durante a 4ª e 5ª legislaturas (1959-1967), como suplente. 

Foi eleito deputado estadual efetivo para o mandato de 1967 a 1971 (6ª legislatura), pela ARENA.